# 荒島墳墓群

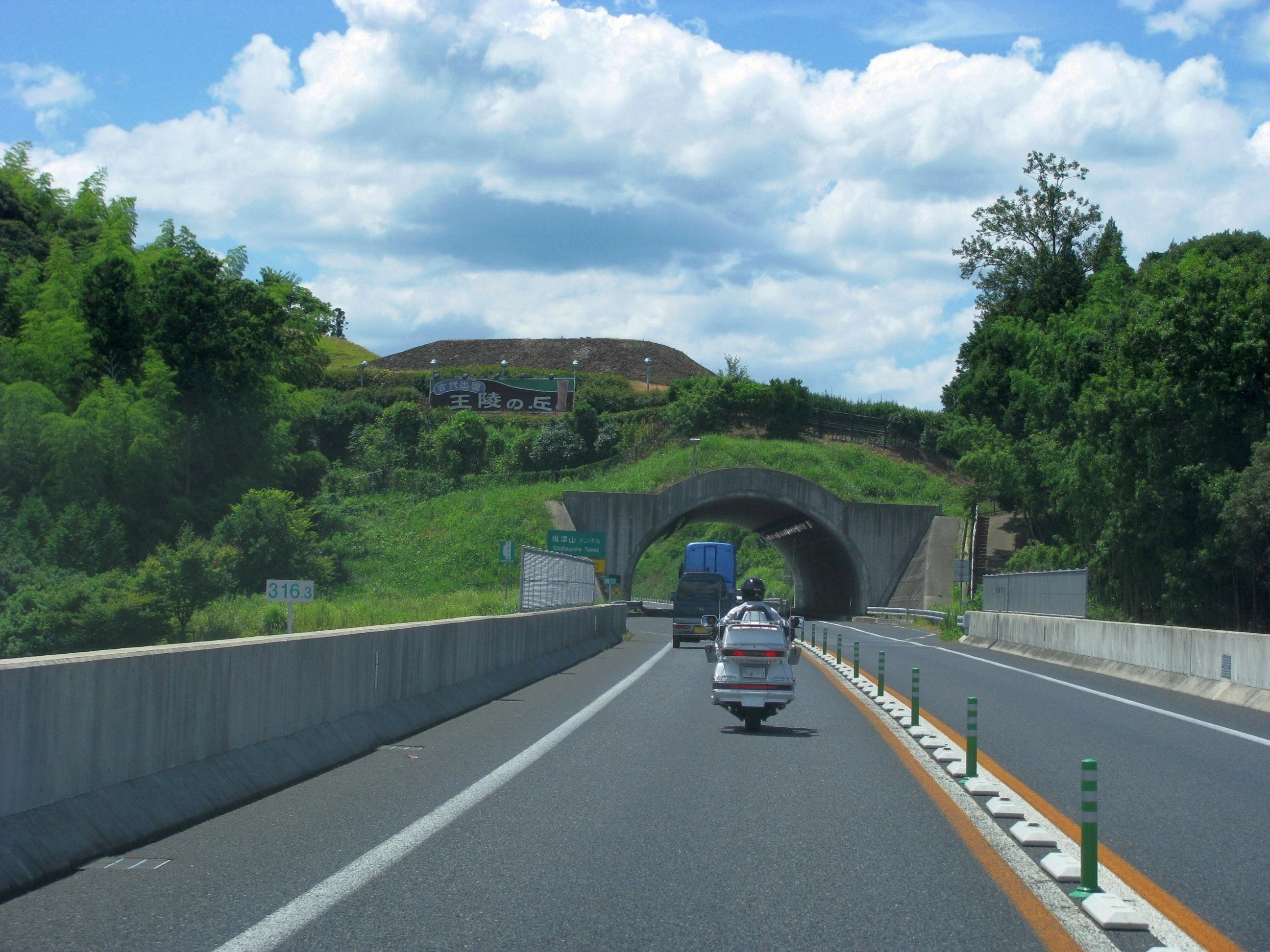
山陰自動車道米子西IC-東出雲IC間（安来道路）。トンネル上に「古代出雲王陵の丘」として整備された塩津山墳墓群1号墳が見える。

荒島墳墓群（あらしまふんぼぐん）は、島根県安来市に所在する弥生時代後期から古墳時代後期あるいは奈良時代にかけての複数の弥生墳丘墓群や古墳群の総称。構成する遺跡群の一部が国の史跡に指定され、「古代出雲王陵の丘」として歴史公園化されている。

## 概要
安来平野に所在する弥生時代から古墳時代の墳墓群の総称として用いられる。荒島地域は、弥生時代後期の四隅突出型墳丘墓から古墳時代前期の大型方墳を経て古墳時代後期の前方後方墳、出雲型石棺式石室までこの地域に地域色の強い首長墓が造られ続けている点で特徴的である。

## 調査史
戦前では、1911年に大成古墳、1936年に造山古墳群の造山1号墳が発見され、造山1号墳は同年に史跡指定される。
1960年代には造山2・3号墳が発見されている。
1970年代前半には、仲仙寺古墳群（1970年）、安養寺墳墓群（1973年）、宮山古墳群（1974年）が相次いで確認されるが、3者とも宅地造成業者により破壊を受ける。このうち仲仙寺古墳群は9・10号墓が発掘調査され8・9号墓のみが保存される。安養寺古墳群は1・2号墓と1辺を残してすでに破壊されていた3号墓の発掘調査がおこなわれたが調査後すべて失われた。宮山古墳群はすでに記録保存されていた1号墳以外はすべて保存されることとなった。3遺跡の多くが失われてしまったとはいえ、地元研究者を中心とした活発な保存運動は先駆的なものであった。運動のなかで、仲仙寺古墳群と宮山古墳群は国史跡に指定された。
1970年代後半に仲仙寺古墳群、宮山古墳群を整備する中で下山1号墓、塩津山古墳群が発見されている。
1984年から1985年にかけて出雲考古学研究会により未調査の遺跡について測量調査がおこなわれ、『古代の出雲を考える4 荒島墳墓群』において既往の調査成果とともに公開される。
1990年代には国史跡指定に向けて各遺跡の調査・整備が進行し、1999年に国史跡「造山古墳」（造山1号墳）に造山2-4号墳、大成古墳、塩津山古墳群を追加指定し、史跡名称を「荒島古墳群」に変更している。

## 各時期の概要
弥生時代後期
仲仙寺8-10号墓、宮山Ⅳ号墓、安養寺1・3号墓、塩津山6・10号墓、下山1号墓が弥生時代の四隅突出墓として知られる。
古墳時代前期
大成古墳、造山1-3号墳が古墳時代前期の大型方墳である。ほかに塩津山1号墳が弥生時代の墓制の特徴を受け継いだ特異な形態の方墳である。
古墳時代中期
宮山1号墳（前方後方墳）で古墳時代中期の土器が確認されている。前方後方墳は他地域では古墳時代中期には造られなくなるため、地域的な特徴が出ている。
古墳時代後期
造山2号墳などの前方後方墳、塩津神社古墳、若塚古墳などの出雲型石棺式石室が築造される。